# Alexander Satschko
 Alex Satschko  (12 de noviembre de 1980) es un tenista retirado alemán. Su última temporada como profesional fue al 2017.

## Carrera
Su ranking más alto a nivel individual fue el puesto N.º 259, alcanzado el 2 de febrero de 2009. A nivel de dobles alcanzó el puesto N.º 80 el 13 de octubre de 2014.
Durante su carrera ganó 1 título ATP y 5 títulos de la categoría ATP Challenger Series, todos en la modalidad de dobles.

### 2013
En el mes de julio Satschko logra su cuarto challenger en la ciudad de Granby, Canadá disputando el Poznań Open. Juega en la modalidad de dobles junto a su compatriota Gero Kretschmer. Llegan a la final, en donde se enfrentan al finés Henri Kontinen y al polaco Mateusz Kowalczyk triunfando en la misma por 6-3, 6-3.

### 2014
Comienza con buen pie el año, ganando el primer torneo disputado del ATP Challenger Tour 2014. Junto a Gero Kretschmer ganan el Aberto de São Paulo 2014 derrotando en la final al colombiano Nicolás Barrientos y al dominicano Víctor Estrella.

## Títulos (1; 0+1)

### Dobles
| Leyenda                         |
| Grand Slam (0)                  |
| ATP Wourld Tour Finals (0)      |
| ATP Masters 1000 World Tour (0) |
| ATP World Tour 500 series (0)   |
| ATP World Tour 250 series (1)   |

| N.º | Fecha                | Torneo | Superficie    | Compañero       | Oponentes en la final      | Resultado   |
| --- | -------------------- | ------ | ------------- | --------------- | -------------------------- | ----------- |
| 1.  | 7 de febrero de 2015 | Quito  | Tierra batida | Gero Kretschmer | Víctor Estrella João Souza | 7-5, 7-6(3) |

## ATP Challenger Tour (3; 0+3)
| Leyenda               | Ganados | Perdidos |
| --------------------- | ------- | -------- |
| ATP Challenger Series | 3       | 4        |

### Dobles
| N.º | Fecha      | Torneo                    | Superficie    | Compañero       | Oponentes en la final              | Resultado      |
| --- | ---------- | ------------------------- | ------------- | --------------- | ---------------------------------- | -------------- |
| 1.  | 29.08.2010 | Challenger de Ginebra     | Tierra batida | Gero Kretschmer | Philipp Oswald Martin Slanar       | 6-3, 4-6, 11-9 |
| 2.  | 20.07.2013 | Challenger de Posnania    | Tierra batida | Gero Kretschmer | Henri Kontinen Mateusz Kowalczyk   | 6-3, 6-3       |
| 3.  | 05.01.2014 | Challenger de San Pablo-1 | Dura          | Gero Kretschmer | Nicolás Barrientos Víctor Estrella | 4-6, 7-5, 10-6 |